# Cochlespira kuroharai
Cochlespira kuroharai is een slakkensoort uit de familie van de Cochlespiridae. De wetenschappelijke naam van de soort is voor het eerst geldig gepubliceerd in 1959 door Kuroda.